# The Review of Economic Studies
The Review of Economic Studies (abgekürzt häufig REStud) ist eine wirtschaftswissenschaftliche Fachzeitschrift, die durch die The Review of Economic Studies Ltd. vierteljährlich herausgegeben wird. Die Review of Economic Studies gehört zu den weltweit führenden ökonomischen Journalen.

## Geschichte
Die Review wurde erstmals 1933 durch eine Gruppe junger US-amerikanischer und britischer Ökonomen herausgegeben, welche hierzu die The Review of Economic Studies Ltd. gründeten. Erklärtes Ziel der Review of Economic Studies ist es, Forschung in theoretischer und angewandter Volkswirtschaftslehre zu fördern, indem sich die Review als Medium für die Publikation dieser Forschungsergebnisse anbietet.
Nach 1969 wurde die Review of Economic Studies durch den Verlag Wiley-Blackwell herausgegeben, bis 2010 Oxford University Press die Zeitschrift aufkaufte und weiter publizierte.

## Organisation
Der Redaktion setzt sich aus einem Vorsitzenden (chairman), den Direktoren (board of directors) sowie den leitenden Redakteuren (managing editors) zusammen.

## Wichtige Aufsätze
Zu den im Review of Economic Studies veröffentlichten bedeutenden Fachartikeln gehören:
- The Economic-Implications of Learning by Doing, Kenneth Arrow, 1962
- The General-Theory of 2nd Best, R.G. Lipsey und Kelvin Lancaster, 1956
- Exploration in Theory of Optimum Income Taxation, James Mirrlees, 1971
- Incentives and Risk Sharing in Sharecopping, Joseph Stiglitz, 1974
- The Lagrange Multiplier Test and its Applications to Model-Specification in Econometrics, Trevor S. Breusch und Adrian R. Pagan, 1980
- Income-Distribution and Macroeconomics , Oded Galor und Joseph Zeira, 1993
- Identification of Endogenous Social Effects - The Reflection Problem, Charles F. Manski, 1993
- Matching as an Econometric Evaluation Estimator: Evidence from Evaluating a Job Training Programme, James Heckman, Hidehiko Ichimura und Petra E. Todd, 1997
- Job Creation and Job Destruction in the Theory of Unemployment, Dale Mortensen und Christopher Pissarides, 1994
- Estimating Production Functions Using Inputs to Control for Unobservables, James Levinsohn und Amil Petrin, 2003
- Intrinsic and Extrinsic Motivation, Ronald Bénabou und Jean Tirole, 2003

## Rezeption
In einer Studie von Kalaitzidakis et al. (2003) zur Qualität von wirtschaftswissenschaftlichen Publikationen erreichte die Review of Economic Studies Rang 8 unter 159 bewerteten Fachzeitschriften, konnte sich jedoch in einer aktualisierten Studie von Kalaitzidakis et al. (2011) auf Platz 5 von 209 verglichenen Publikationen steigern. Im wirtschaftswissenschaftlichen Publikationsranking des Tinbergen-Instituts an der Universität Amsterdam wird die Review of Economic Studies in der Bestkategorie AA („allgemein als höchstwertig akzeptierte Fachzeitschriften“) geführt. Eine weitere Studie einiger französischer Ökonomen listet das Journal mit Rang 5 in die beste Kategorie AAA ein.